# Luís Carlos Correia Pinto
Luis Carlos Correia Pinto (Oporto, Portugal, 5 de mayo de 1985), más conocido como Luisinho, es un futbolista portugués. Juega de defensa.

## Trayectoria
El 19 de agosto de 2013 fichó por el R. C. Deportivo de La Coruña, recién descendido a Segunda División, procedente del S. L. Benfica. Debutó en la jornada 3, en una victoria frente al C. E. Sabadell F. C. a domicilio (0–3), llegando su primer gol en la jornada 14, en una victoria frente al RCD Mallorca en Riazor (3–1). Ese año el club coruñés ascendió a Primera División, participando Luisinho en 31 partidos y marcando 3 goles.
El 9 de octubre de 2017 renovó con el club coruñés hasta 2020.
El 15 de junio de 2018 se desvinculó del Deportivo de La Coruña y fichó por el S. C. Huesca. Tras esta segunda experiencia en España que duró tres años, sin destacar mucho, regresó a Portugal para jugar en el Leixões S. C., donde jugó nueve encuentros antes de rescindir su contrato en enero de 2022.

## Clubes
| Club                         | País     | Año       |
| ---------------------------- | -------- | --------- |
| S. C. Vila Real              | Portugal | 2004-2005 |
| S. C. Braga "B"              | Portugal | 2005-2006 |
| Moreirense F. C.             | Portugal | 2006-2007 |
| Rio Ave F. C.                | Portugal | 2007      |
| Moreirense F. C.             | Portugal | 2008-2009 |
| Desportivo Aves              | Portugal | 2009-2011 |
| F. C. Paços Ferreira         | Portugal | 2011-2012 |
| S. L. Benfica                | Portugal | 2012-2013 |
| R. C. Deportivo de La Coruña | España   | 2013-2018 |
| S. D. Huesca                 | España   | 2018-2021 |
| Leixões S. C.                | Portugal | 2021-2022 |